# Juin 1868

## Événements
- Les khanats ouzbeks de Boukhara, de Khiva (Khorezm) et de Kokand deviennent vassaux de la Russie. Les Ouzbeks s’élèvent contre la transformation de leurs structures agraires et la pénurie de produits alimentaires, conséquence de la politique du pouvoir central russe pour remplacer les cultures extensives traditionnelles par celle du coton.
- L’empereur François-Joseph Ier d'Autriche accorde un statut organique à l’Église orthodoxe roumaine, proclamée autocéphale.

- 2 juin : regroupement de la plupart des syndicats britanniques dans une confédération, le Trades Union Congress (TUC). Il passe de 100 000 membres à 700 000 en 1875.

- 6 juin :
  - France : loi autorisant les réunions publiques. Voir Grandes lois sous le Second Empire.
  - Création de la province apostolique du Sahara et du Soudan.

- 29 juin (Serbie) : Michel III Obrenović est assassiné dans des conditions mystérieuses. Le gouvernement réunit la Skouptchina qui désigne Milan Obrenovic et nomme un conseil de régence.

## Naissances
- 5 juin : James Connolly, révolutionnaire et syndicaliste irlandais († 12 mai 1916).
- 7 juin : Charles Rennie Mackintosh, architecte et designer écossais († 10 décembre 1928)
- 14 juin : Karl Landsteiner, né à Vienne, biologiste autrichien, Prix Nobel de médecine en 1930.
- 15 juin : Paul Klimsch, peintre et illustrateur allemand († 4 juin 1917).

## Décès
- 1er juin : James Buchanan, ancien président des États-Unis (° 1791).